# St. Wolfgang (Immenthal)

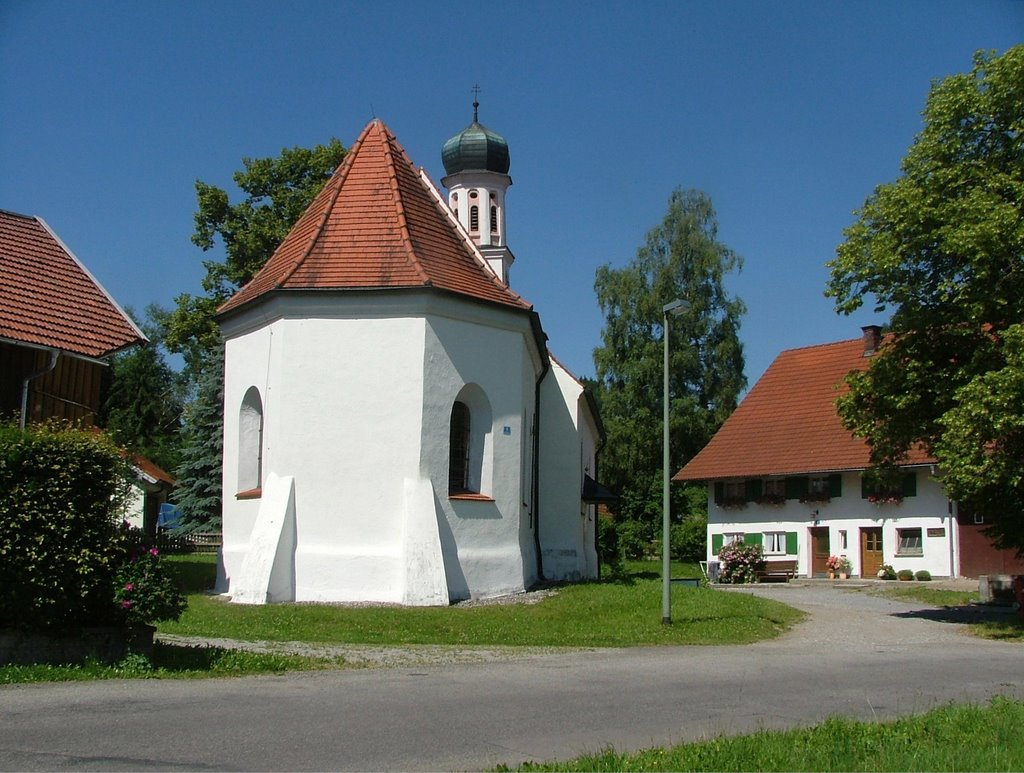
St. Wolfgang in Immenthal

Die römisch-katholische Filialkirche St. Wolfgang steht in Immenthal, einem Gemeindeteil von Günzach im schwäbischen Landkreis Ostallgäu in Bayern. Das Bauwerk ist in der Liste der Baudenkmäler in Günzach als Baudenkmal unter der Nr. D-7-77-138-12 eingetragen.

## Beschreibung
Die spätgotische Saalkirche wurde Mitte des 15. Jahrhunderts erbaut und im 17. Jahrhundert sowie 1781 verändert. Sie besteht aus einem Langhaus und einem eingezogenen, dreiseitig geschlossenen Chor im Osten. Über der Fassade im Westen erhebt sich seit dem späten 17. Jahrhundert ein quadratischer Dachreiter, der sich nach Osten neigt und dessen achteckiger Aufsatz den Glockenstuhl mit zwei Kirchenglocken beherbergt. Darauf sitzt eine Zwiebelhaube. 
Der Innenraum des Langhauses, der im Westen eine Empore hat, wurde 1781 mit einer Flachdecke überspannt, der des Chors hat noch ein  Stichkappengewölbe. Im selben Jahr erfolgte die Freskierung (datiert durch die Inschrift über dem Chorbogen), doch wurden die Fresken 1922 stark erneuert.
Das Retabel des Hochaltars zeigt Maria, flankiert von den Heiligen Wolfgang von Regensburg und Magnus von Füssen. Im Bild des linken Seitenaltars geleitet ein Schutzengel ein Kind; jenes des rechten Seitenaltars zeigt den Heiligen Sebastian in ungewöhnlicher Ikonographie: In der linken Hand hält er sein charakteristisches Attribut, die Pfeile seines Martyriums. Die hochgereckte rechte Hand mit der Märtyrerpalme, der auf die Trümmer des heidnischen Rom gesetzte rechte Fuß sowie der stoffreiche rote Mantel, der die Brust unbedeckt lässt, zeigen ihn als Sieger. Die Altarbilder  wurden von dem Obergünzburger Maler Johann Baptist Kaspar 1854 geschaffen, der als der bedeutendste schwäbische Kirchenmaler des 19. Jahrhunderts neben Johann Schraudolph gilt.